# Ronny Johansson (kompositör)
Ronny Johansson, född 26 april 1942 i Stora Malms församling i Katrineholms kommun, är en svensk jazzpianist och kompositör. Efter att ha gått i pension från Högskolan för scen och musik vid Göteborgs universitet är Johansson musiker på heltid. 
Ronny Johansson växte upp i Uppsala, där han debuterade 1961. Tillsammans med Rune Carlsson och  Kurt Lindgren gavs en konsert med den legendariske saxofonisten Eric Dolphy.
Åren 1964–1972 tillbringade Ronny Johansson i Lund där han huvudsakligen spelade med gitarristen och orkesterledaren Bo Sylvén och även fick möjlighet att spela med musiker som Lars Gullin, Rolf Billberg, Rolf Ericson, Art Farmer, Benny Bailey, Slide Hampton, Herb Geller, Don Byas och något senare även Red Rodney och Warne Marsh.
Mellan 1972 och 1975 studerade Ronny Johansson vid Musikhögskolan i Göteborg och efter en pianopedagogisk examen tjänstgjorde han där som lektor i piano till 2009. Åren 1977–1981 ingick han i Gilbert Holmströms grupp Mount Everest och han ledde sedan en egen kvartett i fem år. Ronny Johansson Trio, med Yasuhito Mori, bas, och Raymond Karlsson, trummor, bildades 1995 och har sedan 2002 gett ut sex CD, varav den senaste, New Jubilee, släpptes i september 2012.
Kompositioner av Ronny Johansson inkluderar Japanese blue, Some like it cool, More champagne, please, At home, A tango for the saints, Mori's mood och See you.
Några av dem kan även höras på Japanese Blue, en CD med solopiano som gavs ut i oktober 2014. Ronny Johansson Manhattan släpptes i mars 2018 och bjuder på kvartettjazz med inslag av bebop och latin. I januari 2023 kom ännu en CD med Ronny Johansson och Yasuhito Mori: Adagio.

## Diskografi
- Eric Dolphy: The Uppsala Concert vol. 1 (Serene CD 03)
- Eric Dolphy: The Uppsala Concert vol. 2 (Serene CD 04)
- Lisa Linn/Bo Sylvén Orchestra: Scandinavian Souvenir (CMLP 5904)
- Mount Everest: Jazz i Sverige -79 (Caprice CAP 1177)
- Mount Everest: Latin Doll (Four Leaf Records FLC 5056)
- Ronny Johansson Quartet: Occasion (Dragon 1981 DRLP 32)
- Ronny Johansson Quartet: Body and Soul (Dragon 1983 DRLP 63)
- Ronny Johansson Quartet: Live at Nefertiti (Dragon 1985 DRLP 106)
- Ronny Johansson Trio & Ingela Bergman: Real Jazz (Real Jazz 1995 RJCD 95)
- Ronny Johansson & Yasuhito Mori: Nuages (Imogena 2000 IGCD 083)
- Ronny Johansson Trio: Jubilee (Imogena 2002 IGCD 097/ SOL IG 0002)
- Ronny Johansson Trio: Tenderly (Spice of Life 2004 SOL SC 0007)
- Ronny Johansson Trio: Live in Tokyo (Ronnyjo Collection 2006 RJCD 06)
- Ronny Johansson Trio: Elegy (Ronnyjo Collection 2008 RJCD 08)
- Ronny Johansson Trio & Ove Ingemarsson: Permanent Vacation (Ronnyjo Collection 2010 RJCD 10)
- Ronny Johansson Trio: New Jubilee (Ronnyjo Collection 2012 RJCD 12)
- Ronny Johansson: Japanese Blue (Imogena 2014 IGCD 206)
- Ronny Johansson: Ronny Johansson Manhattan (Nilento Records 2018 NILCD 1801)
- Ronny Johansson & Yasuhito Mori: Adagio (Imogena 2023 IGCD 263)